# Parasnowboard
Le para snowboard est une discipline sportive handisport dérivée du snowboard ,,,,. 
Lors des Jeux paralympiques, ce sport est subdivisé en trois classes : les personnes ayant un handicap important à une ou deux jambes, celles ayant un handicap moins important à une ou deux jambes, et celles ayant un handicap à un ou deux bras.